# Иета
Иета (др.-греч. Ίεταί) — античный город в северо-западной части Сицилии рядом с Панормом.

## История
Область Иеты была населена ещё в период неолита. Она представляла собой поселение одного из древнейших народов Сицилии элимов. Впервые город упоминается в произведениях историков V века до н. э. Филиста и Фукидида. В это время Иета представляла собой крепость. Во время Пелопоннесской войны её захватил Гилипп. 
В 340 году до н. э. около города попал в засаду и был уничтожен отряд левкадийца Эвфима, который был на службе у Тималеонта. Это стало одним из 2 поражений, понесенных коринфянами за все время войны за восстановление греческого влияния на Сицилии (345-340 гг. до н. э.).  Мамерк, тиран Катаны, чрезвычайно гордившийся тем, что сочиняет стихи и трагедии, победив наемников, принес в дар богам их щиты со следующим издевательским двустишием:
| Жалким прикрывшись щитком, щитов мы добыли немало: Злато на них и янтарь, пурпур, слоновая кость. |

Город занимал эпирский царь Пирр, как «место исключительно сильное, выгодно расположенное для нападения на Панорм». Во время Первой Пунической войны город занимали карфагеняне. Впоследствии граждане Иеты выгнали гарнизон и передали свой город в руки римлян. Иету упоминал в одной из своих речей Цицерон.
Город был разрушен войсками Фридриха II в 1246 году.

## Археологические раскопки

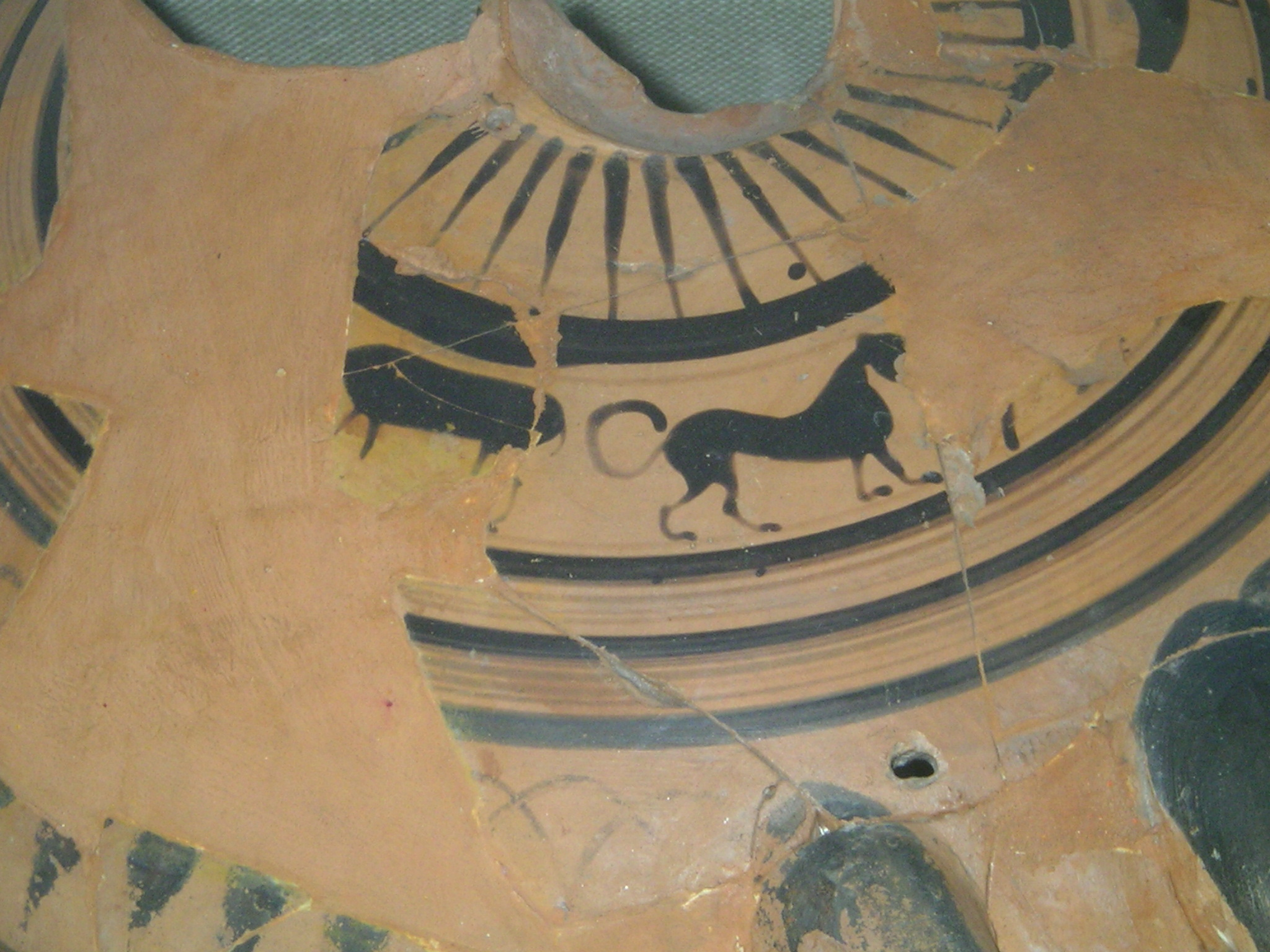
Фрагмент керамики VI века до н. э., обнаруженный на территории Иеты

Раскопки Иеты начались в 1971 году сотрудниками института археологии Цюрихского университета. Они позволили открыть театр вместимостью около 4500 человек, храм Афродиты и другие постройки.